# Vancouver Whitecaps Football Club
El Vancouver Whitecaps Football Club es un club de fútbol de Canadá, de la ciudad de Vancouver en la provincia de Columbia Británica y juega en la Major League Soccer (MLS) en la Conferencia del Oeste.
Fue fundado originalmente en 1974 cuando jugaba en la North American Soccer League (NASL) y se mantuvo hasta la temporada 1984. Dos años más tarde, es decir en 1986, fue refundado el equipo como los Vancouver 86ers, pero actuando en diversas ligas de segunda división hasta el año 2010. Desde 2011 forma parte de la Major League Soccer, la primera división del fútbol de los Estados Unidos y Canadá.
Juega de local en el BC Place, un estadio originalmente para la práctica del fútbol canadiense y que cuenta con una capacidad para 54.500 personas.
En la MLS, se destaca por ser el primer club canadiense en disputar los playoffs en la temporada 2012, se coronó campeón del Campeonato Canadiense de Fútbol en 2015 y llegó a las semifinales de la Liga de Campeones de la Concacaf en la edición 2016-17.  En el 2025 perdió la final de ese mismo torneo ante el Cruz Azul de México, con goleada de 5-0, en el Estadio Olímpico Universitario de la Ciudad de México.   

## Historia

### (1974 - 2010)
Vancouver Whitecaps fue fundado el 11 de diciembre de 1973 y en 1974 debutó en la North American Soccer League de los Estados Unidos. En la temporada 1979, ganó el campeonato tras vencer en la final a los Tampa Bay Rowdies por 2 a 1. El equipo se mantuvo hasta la temporada 1984, cuando fue el último año de la NASL. En términos generales, los Whitecaps fueron un equipo muy regular, si bien en los primeros dos años no logró clasificar a la fase final, se consolidó como grupo a partir desde 1976.
En 1986 fue refundado el equipo bajo el nombre de los Vancouver 86ers, disputó los torneos de la Canadian Soccer League, la American Professional Soccer League, la A-League y en la United Soccer Leagues, y continuó jugando hasta el 2010. En 2001 recibió de nuevo su nombre original, los "Vancouver Whitecaps". En ese largo período obtuvo cuatro títulos de Canadian Soccer League, dos USL First Division y otros títulos.

### Major League Soccer
La franquicia de Vancouver fue anunciado el 18 de marzo de 2009 por el comisionado de la MLS Don Garber como el decimoséptimo equipo en la historia de la liga. Al año siguiente, el club confirmó que jugaría con el nombre Whitecaps.
En la edición 2011 de la MLS, debutó el 19 de marzo jugando de local frente al Toronto FC y ganó por 4-2, pero no iba a tener una buena temporada ya que terminó último en su conferencia y en la tabla general. Al año siguiente, se convirtió en el primer club canadiense en clasificar a los playoffs de la MLS. En la ronda de eliminación directa, cayó ante Los Angeles Galaxy por 1-2.
En la temporada 2015, concluyó segundo en la Conferencia del Oeste y alcanzó la ronda de los ocho mejores de los playoffs, y además ganaron por primera vez el Campeonato canadiense.

## Uniforme
- Uniforme titular: Camiseta blanca, pantalón blanco y medias blancas.
- Uniforme alternativo: Camiseta azul, pantalón azul y medias azul.

### Local
| 2011–2012 | 2013–2014 | 2015–2016 | 2017–2018 | 2019–2020 | 2021–2022 | 2023–2024 | 2025– |

### Visita
| 2011 | 2012–2013 | 2014–2015 | 2016–2017 | 2018–2019 | 2020-2021 | 2022-2023 | 2024-2025 |

### Indumentaria y patrocinador
| Período       | Proveedor |
| ------------- | --------- |
| 2011-presente | Adidas    |

| Período         | Patrocinador |
| --------------- | ------------ |
| 2011 – Presente | Bell Canada  |

## Estadio

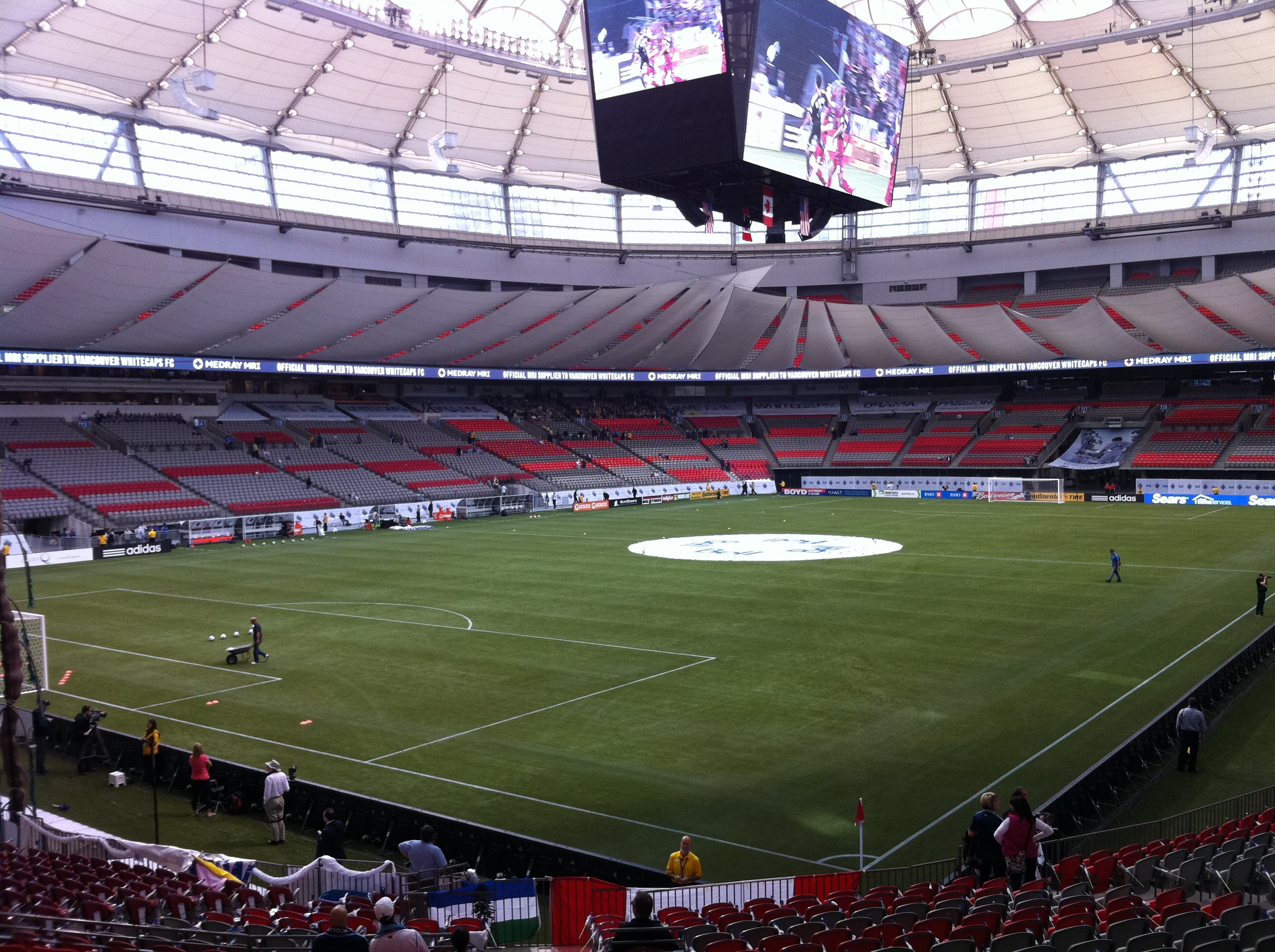
BC Place.

Los Vancouver Whitecaps juegan sus partidos de local en el BC Place, estadio que cuenta con una capacidad para 54.500 espectadores, hay que señalar que es un recinto diseñado para la práctica del fútbol canadiense. Es conocido por haber sido una de las sedes de los Juegos Olímpicos de Invierno de 2010 y albergó algunos partidos de la Copa Mundial Femenina de Fútbol de 2015.
Jugó la mayor parte de la temporada 2011 en el Empire Field, ya que el BC Place se encontraba en proceso de renovación. El primer partido oficial que se disputó en dicho estadio fue el 19 de marzo frente al Toronto FC.

## Datos del club
- Temporadas en la Major League Soccer: 10: (2011 - presente).
- Mayor goleada conseguida:
  - En campeonatos nacionales: 4-0 Chivas USA en 2012, 4-0 Real Salt Lake en 2015, 4-0 FC Dallas en 2017.
  - En torneos internacionales: 3-0 Sporting Kansas City, 4-1 Central FC en 2016.
- Mayor goleada encajada:
  - En campeonatos nacionales: 0-4 Los Angeles Galaxy en 2011, 0-4 D.C. United en 2011 y 2016.
  - En torneos internacionales: 0-5 contra Cruz Azul en 2025.
- Mejor puesto en la liga: 2° (2015) en la Conferencia Oeste
- Peor puesto en la liga: 12º (2019) en la Conferencia Oeste.
- Máximo goleador:  Camilo Sanvezzo (43).
- Portero menos goleado:  David Ousted.
- Más partidos disputados:  Russell Teibert (216).
- Primer partido en campeonatos nacionales: Vancouver Whitecaps 4 - 2 Toronto FC (19 de marzo de 2011 en el estadio Empire Field).

## Jugadores

### Más apariciones en club
- Actualizado al 2 de noviembre de 2024.

| # | Jugador           | Años      | Liga | Playoffs | Copas Nacionales | Copas Internacionales | Total |
| - | ----------------- | --------- | ---- | -------- | ---------------- | --------------------- | ----- |
| 1 | Russell Teibert   | 2009–2023 | 255  | 2        | 32               | 12                    | 301   |
| 2 | Jordan Harvey     | 2011–2017 | 179  | 5        | 12               | 4                     | 200   |
| 3 | Ranko Veselinović | 2020–     | 141  | 4        | 11               | 10                    | 166   |
| 4 | Jake Nerwinski    | 2017–2022 | 142  | 4        | 11               | 2                     | 159   |
| 5 | Gershon Koffie    | 2011–2016 | 136  | 8        | 13               | 1                     | 158   |

### Máximos goleadores
- Actualizado al 2 de noviembre de 2024.

| # | Jugador          | Años      | Liga | Playoffs | Copas Nacionales | Copas Internacionales | Total |
| - | ---------------- | --------- | ---- | -------- | ---------------- | --------------------- | ----- |
| 1 | Brian White      | 2021–     | 46   | 2        | 4                | 3                     | 55    |
| 2 | Camilo Sanvezzo  | 2011–2013 | 39   | 0        | 4                | 0                     | 43    |
| 3 | Ryan Gauld       | 2021–     | 33   | 4        | 5                | 0                     | 42    |
| 4 | Pedro Morales    | 2014–2016 | 25   | 0        | 4                | 0                     | 29    |
| 4 | Cristian Techera | 2015–2019 | 23   | 1        | 0                | 5                     | 29    |

## Entrenadores

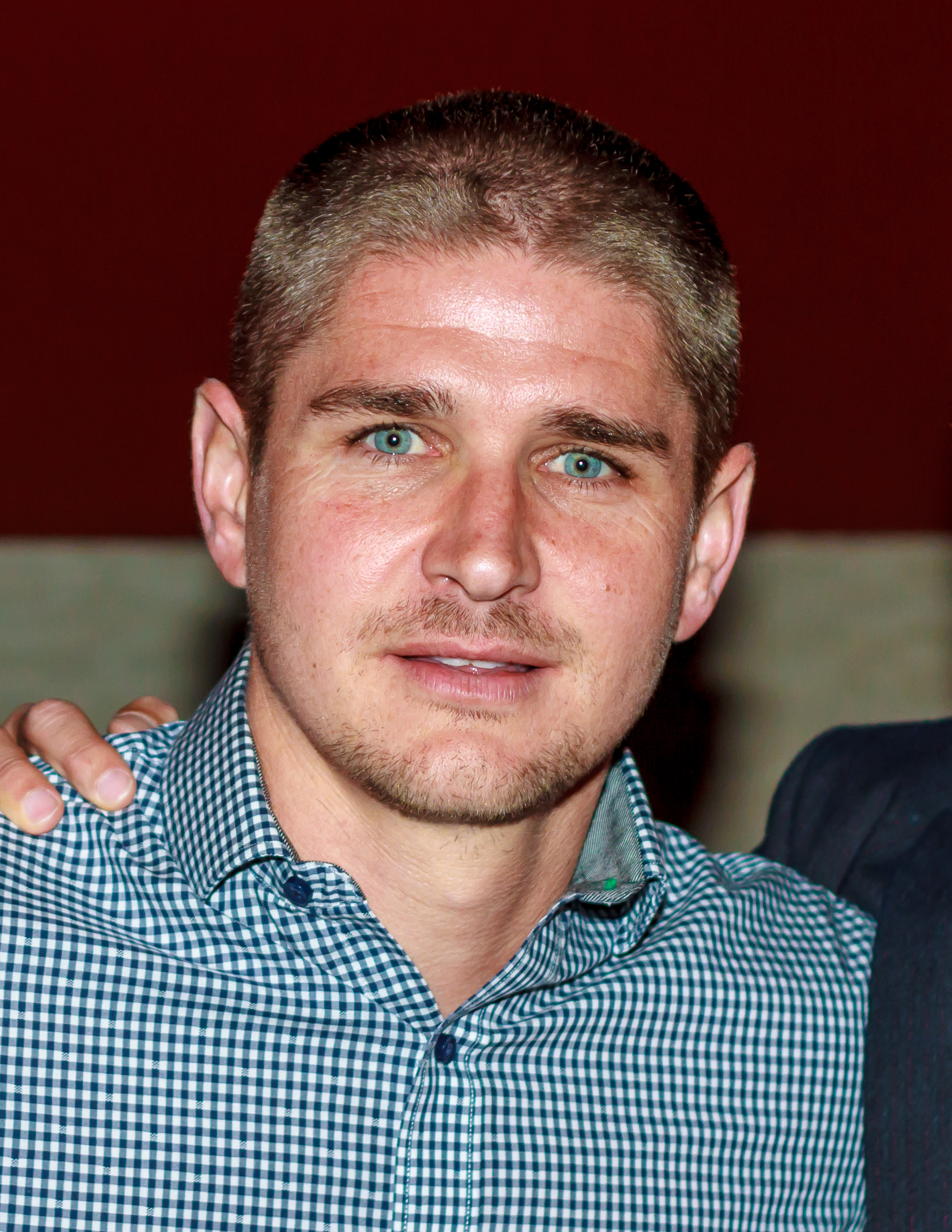
Carl Robinson, fue el entrenador del equipo entre 2013 y 2018.

### Cronología de los entrenadores
- Tom Soehn interino (2011)
- Martin Rennie (2011 - 2013)
- Carl Robinson (2013 - 2017)
- Craig Dalrymple interino (2017 - 2018)
- Marc Dos Santos (2018 - 2021)
- Vanni Sartini (2021 - 2024)
- Jesper Sørensen (2025 - Act.)

## Palmarés

### Torneos nacionales
| Competición nacional            | Títulos                | Subcampeonatos                |
| ------------------------------- | ---------------------- | ----------------------------- |
| Campeonato Canadiense de Fútbol | 2015, 2022, 2023, 2024 | 2011, 2012, 2013, 2016, 2018. |

### Torneos internacionales
| Competición internacional     | Títulos | Subcampeonatos |
| ----------------------------- | ------- | -------------- |
| Copa de Campeones de Concacaf |         | 2025           |

### Torneos amistosos
- Walt Disney World Pro Soccer Classic (1): 2012.
- Cascadia Cup (3): 2013, 2014, 2016.